# Andrea (makedonsk sanger)
Andrea Koevska også kendt som Andrea (født 14. februar 2000) er en makedonsk sanger. Hun har repræsenteret Nordmakedonien ved Eurovision Song Contest 2022 i Torino med sangen "Circles" og kom på en 11. plads i semifinal 2 og kvalificerede sig ikke til finalen.